# Мусиенко, Игорь Владимирович
И́горь Влади́мирович Мусие́нко (укр. Ігор Володимирович Мусієнко; род. 22 августа 1993) — украинский легкоатлет, специалист по толканию ядра. Выступает за сборную Украины по лёгкой атлетике с 2015 года, многократный победитель и призёр первенств национального значения, участник летних Олимпийских игр в Токио. Мастер спорта Украины международного класса.

## Биография
Игорь Мусиенко родился 22 августа 1993 года. Занимался лёгкой атлетикой в Сумах в местной школе высшего спортивного мастерства, проходил подготовку под руководством тренера Дмитрия Корниенко. Окончил Сумской государственный университет.
Впервые заявил о себе на международном уровне в сезоне 2015 года, когда вошёл в состав украинской национальной сборной и выступил на Кубке Европы по зимним метаниям в Лейрии, где в молодёжной категории толкания ядра занял 11-е место.
В 2016 году выиграл бронзовую медаль на чемпионате Украины в помещении в Сумах.
В 2017 году стал серебряным призёром на зимнем чемпионате Украины в Сумах и на летнем чемпионате Украины в Кропивницком. На командном чемпионате Европы в Лилле показал девятый результат.
В 2018 году вновь получил серебро на зимнем и летнем чемпионатах Украины, с результатом 19,61 выступил на чемпионате Европы в Берлине.
В 2019 году победил на зимнем чемпионате Украины в Сумах, взял бронзу на летнем чемпионате Украины в Луцке. Помимо этого, был одиннадцатым на Кубке Европы в Шаморине и седьмым на командном чемпионате Европы в Быдгоще.
В 2020 году был лучшим одновременно на зимнем и летнем чемпионатах Украины, стал серебряным призёром на балканском чемпионате в Клуж-Напоке. Выполнив олимпийский квалификационный норматив (21,10), удостоился права защищать честь страны на летних Олимпийских играх в Токио — в программе толкания ядра на предварительном квалификационном этапе показал результат 19,56 метра, чего оказалось недостаточно для выхода в финал.